# District de Manja
Le district de Manja est un district de la région de Menabe situé dans l'ouest de Madagascar. Il s'étale sur une superficie de 13 430 km2 avec 62 606 habitants. Le chef lieu du district est situé a 285 km au nord de Toliara, à 170 km au sud de Morondava et sur le RN9.

## Population
Étant donné la faible performance nationale dans la déclaration des naissances à Madagascar, et le faible niveau d’informatisation à différents niveaux dans la chaîne administrative, cet effectif de la population de Manja ne reflète pas la réalité. Néanmoins la population est constituée de Sakalava ayant une société structurée dont le chef coutumier a un poids social.
La population de Manja passe de 45 317 à 62 606 habitants (statistique de 2013). Près de 60 % de la population sont des Sakalava (les autochtones), 15 % Antandroy, 12 % Antaisaka, 10 % sont des Betsileo, et 3 % autres ethnies confondues.
La nature des activités exercées par la population ainsi que l’insécurité en milieu rural, à cause du banditisme (dahalo) entraînent inévitablement un phénomène d’exode rural. La population dans les zones enclavées souffre beaucoup de l’inégalité de la répartition des infrastructures sanitaires, et rendant ainsi les soins inaccessibles, les médicaments hors de portée des ménages.

## Localisation et délimitation administrative
Le district de Manja se trouve dans la partie Ouest de Madagascar (21°43' de latitude Sud et de 43°53' de longitude Est), dans la partie Nord Ouest de la province de Toliara, dans la région du Menabe.
Divisé en 6 communes et 53 fokontany (quartier), il s’étale sur une superficie de 13 430 km2.Le chef lieu du district est situé à 285 km au nord de la ville de Toliara, à 170 km au sud de la ville de Morondava, et est traversé par la Route Nationale N° 9.
Le district de Manja est limité géographiquement au sud-ouest par le district de Morombe, à l’ouest par le Canal de Mozambique, au sud-est par le district d’Ankazoabo Atsimo, au nord-ouest par le district de Morondava, au nord-est par le district de Mahabo, au sud est par le district de Beroroha, et au sud par le fleuve de Mangoky qui limite la circonscription de Manja de celles de Morombe et d’Ankazoabo Atsimo.

## Économie
Le district de Manja est une région à vocation agricole. Selon l’enquête effectuée auprès de 150 ménages, les principales activités de la population sont axées sur cinq secteurs : agriculture, élevage, commerce, pêche, et artisanat.
L’agriculture vivrière reste de loin, au regard de la superficie cultivée, l’activité économique principale du district. La riziculture y est largement dominante. Les autres principales cultures vivrières sont : le manioc, le maïs, et la patate douce. Elles constituent, après le riz, les denrées alimentaires de base de la majeure partie de la population. Pour une superficie cultivée en cultures principales estimée globalement à 18 500 hectares, les cultures de rente (haricot, pois du cap, oignon) et les cultures industrielles (arachide, canne à sucre, tabac) ne représentent respectivement que 7 % à 10 %.
La commune d’Ankiliabo est une zone productrice de riz, dominée par les Antaisaka. 
La commune d’Anontsibe est une zone productrice d’oignons. 
Les Vezo, éternels pêcheurs, peuplent le littoral de la commune d’Andranopasy. 
La commune de Manja se situe au chef-lieu du district, et constitue une zone d’accueil des fonctionnaires et des immigrants pour la bonne marche des services administratifs. 
La commune de Soaserana est la moins peuplée avec 3 hab./km2 ; elle est une zone enclavée, forestière, et desservie uniquement par des pistes rurales. 
Les Sakalava habitent beaucoup plus dans la périphérie car leur activité majeure est l’agriculture et l’élevage.
Depuis 2006, la production du district est estimée à 20 000 tonnes de paddy environ. C’est un véritable sursaut de progression par rapport aux dix dernières années où la situation était quasi stagnante. L’amélioration est essentiellement due à l’augmentation de rendement qui est actuellement de 0,56 t/ha.
Comme dans toute la région, les Vezo restent toujours pêcheur. Ils n’ont que ses lignes en bambou souple, ses filets, des « lambahoany » enfin le tissu ou les nasses comme matériels de chasse. La pêche en apnée est aussi pratiquée pour les concombres de mer et les langoustes.
Le district de Manja est aussi favorable aux élevages des petits ruminants tels que les ovins et les caprins à cause de son climat chaud et plutôt sec. Ils contribuent fortement à la consommation familiale. Les volailles sont les plus connus dans le district.
L’élevage bovin demeure une activité importante dans le district de Manja. En 2008, la région compte 109 087 têtes de bœufs. L’élevage extensif et contemplatif de zébus constitue la pratique dominante du peuple Sakalava. Les zébus sont destinés presque exclusivement aux cérémonies traditionnelles (mariage, funérailles, autres), à rehausser le prestige des propriétaires et utilisés pour le piétinage des rizières et la culture attelée.
Dans le district de Manja, on a connu un grappe de sites touristiques : la grotte d’Ikomby à Betalatala ancien refuge des vazimba , le marais de Bekola et son anguille sacrée, le tamarinier de Tsimanango vénéré par les dahalo, la plage d’Andranompasy située à 70 km à l’ouest de Manja.

## Relief et climat
Le district de Manja possède des plaines étendues dans ses six (06)communes :
- au Nord : les plaines de Boribory, Tsianihy, et Antongo dans la commune de Soaserana ;
- au Nord Ouest : la plaine de Tsaboko dans la commune d’Andranopasy ;
- au Sud Ouest : les plaines d’Ambivy I et d’Antanantsimira dans la commune d’Ankiliabo ;
- au Sud et Sud Est : les plaines de Troboambola et Betalatala dans la commune de Beharona ;
- au Nord Est : la plaine de Fenoarivo dans la commune d’Anontsibe ;
- au centre : la plaine d’Ambinany dans la commune de Manja.

Le district de Manja est caractérisé par un climat tropical, avec une température moyenne minimale de 24 °C et une température moyenne maximale de 33 °C pendant la saison des pluies; et d’une température moyenne minimale de 18 °C pendant la saison d’hiver australe et sèche.

## Infrastructures de communication
Le district de Manja est desservi par quatre (04) types de réseaux de communication : la voie routière, la voie maritime, la voie aérienne (rare) et la ligne téléphonique (Telma).
Le grand problème du district de Manja en matière d’infrastructures routières est son isolement extérieur et les enclavements internes qui peuvent être permanents ou saisonniers (rôle indéniable pour l’évacuation des produits locaux).
La liaison avec le reste de la province reste problématique, via la RN temporaire N°9 (reliant Morondava - Mandabe - Manja - Toliara) est dans un état déplorable en saison sèche, non accessible en saison pluvieuse.
Le district de Manja reste disloqué à l’intérieur à cause de l’impraticabilité de la plupart des infrastructures routières en saison de pluies et de leur dégradation avancée.
La voie maritime constitue la voie de communication la plus utilisée après la voie routière en saison sèche. Elle relie le district de Morondava et le district de Toliara à partir de la commune d’Andranopasy. Ce type de transport joue un rôle important pour les échanges de marchandises dans le district de Manja. Il permet : 
- d’établir un grand nombre d’échanges internes, et des liaisons permanentes entre communes ;
- de transporter de marchandises (produits de première nécessité, biens d'équipements, matériaux de construction, etc.). Le point d’accostage d’Andranompasy a une importance stratégique pour les échanges commerciaux intérieurs.

La voie aérienne, compte tenu de son coût, n’est généralement accessible qu’aux riches. Elle est aussi la moins utilisée et presque rare.